# Idioma apalaí
El apalaí es una lengua caribeña hablada en Brasil. Aproximadamente 650 personas hablan apalaí. Es un lenguaje aglutinante que utiliza un raro orden de palabras objeto-verbo-sujeto.